# Srđan Mladinić
Srđan Mladinić (Split, 26. kolovoza 1969.) hrvatski je nogometni trener i bivši hrvatski nogometaš.

### Mlade godine
Kao dječak počeo je trenirati u tadašnjem splitskom Lavčeviću, današnjem Dalmatincu. Malo potom postaje Hajdukov pionir, ali nakon dvije godine prelazi u RNK Split, gdje ostaje do kraja juniorskog staža. 

### Igračka karijera
Završivši vojni rok, vraća se svom Splitu, međutim teška ozljeda koljena ga udaljava na neko vrijeme s nogometnih travnjaka. Oporavivši se, igra ponovo za Splita i nastupa u poznatoj momčadi koja se u sezoni 1992./93. borila za ulazak u Prvu HNL. 
 Godinu potom prelazi u Hajduk, ali tamo ostaje samo jednu sezonu. Postaje član tadašnjeg susjednog prvoligaša Primorca iz Stobreča. 
 Svojim dotadašnjim dobrim igrama nije ostao nezapažen. Stiže mu poziv iz tadašnje zagrebačke Croatia-e (današnjeg Dinama). U modrom klubu proveo je tri godine i potom otišao u njemački Karlsruhe. Propast kluba i ponovna teška ozljeda zaprijetili su krajem karijere. Ipak, Mladinić se oporavio i otišao u Izrael. Još je kasnije nekoliko godina igrao za Široki Brijeg, te potom bio otišao i u Austriju. Karijeru naglo prekida 2002 god. nakon smrti supruge.

### Reprezentativna karijera
Zbog dobrih igara za Croatia Zagreb (Dinamo) pozvan je u hrvatsku reprezentaciju do 21 godine 1996. godine na prijateljsku utakmicu u Brazilu (Manaus) gdje igra protiv Brazila a rezultat je 1:1 (strijelac Rapaić). Još je pozvan na dvije utakmice A reprezentacije u ciklusu za Svjetsko prvenstvo ali nije ušao s klupe. 

### Trenerska karijera
Nakon završetka igračke karijere, Mladinić se posvetio trenerskom poslu. Zajedno s Darkom Butorovićem vodio je školu nogometa (2002. – 2012.) u splitskom HEP Prijenosu, a potom odlazi u RNK Split i vodi uzraste U-17 i U-19, još je vodio i druge klubove: Mosor iz Žrnovnice, Omiša, Uskok, Zmaj iz Makarske (3. HNL), Sloga iz Mravinaca.